# Джорджо Аґамбен
Джорджо Аґамбен (італ. Giorgio Agamben; 22 квітня 1942, Рим) — італійський філософ.

## Біографія
Закінчив юридичний факультет Римського університету La Sapienza. Наукові інтереси поступово змістилися з юриспруденції до філософії. У 1964 році зіграв роль апостола Філіпа у фільмі П'єра Паоло Пазоліні «Євангеліє від Матвія», дружив з Ельзою Моранте, Альберто Моравіа, Інґеборґ Бахман. Займався перекладами з іспанської (Сан Хуан де ла Крус) і французької (Альфред Жаррі, сюрреалісти) мов. Дисертація Аґамбена була присвячена Сімоні Вейль.
Брав участь у двох семінарах Мартіна Гайдеґґера, в 1966 і 1968 роках. Працюючи в Парижі, часто зустрічався з П'єром Клоссовським, Італо Кальвіно. У 1974—1975 роках проходив стажування в Інституті Варбурга у Френсіс Йейтс. Вплив Гайдеґґера надалі було врівноважено впливом марксизму і Вальтера Беньяміна, праці якого Аґамбен публікував в Італії. Серед інших мислителів, що вплинули на Аґамбена, — Якоб Таубес, його праці про есхатологічний час і месіанізм в культурі Заходу.
Книга «Прийдешнє співтовариство» («La Comunita che viene»; 1990) порівнювалася з відомим ліберальним маніфестом Френсіса Фукуями «Кінець історії» як ліва йому альтернатива.
Викладав у США, Франції, Німеччині.

## Філософія
Аґамбен спирається на ідеї Мартіна Гайдеґґера, Вальтера Беньяміна, Жака Дерріда, Мішеля Фуко, Ганни Арендт та Карла Шмітта. Філософія Аґамбена вписується в сучасну тенденцію повороту до «політичного». Його ранні роботи були присвячені дослідженням в області мови, естетики і метафізики на основі ідей Гайдеґґера і Жоржа Батая. Найбільш відомі етико-політичні роботи 1990-х і 2000-х років, в яких Аґамбен описує політичний простір модерну в похмурих і навіть апокаліптичних тонах. Аґамбенівська Радикальна критика самовдоволення західних країн стала актуальною після політики Заходу в XXI столітті — його відповіді на терористичні атаки 11 вересня 2001 року.

### Homo Sacer
У програмній роботі «Homo sacer. Суверенна влада і голе життя» (1995) Аґамбен робить наступні висновки: по-перше, політичні відносини засновані на відкиданні або виключенні, нерозрізненні зовнішнього і внутрішнього, виключення і включення, що виражається у вигляді надзвичайного стану. По-друге, головна дія суверенної влади — виробництво «голого життя» (nuda vita) як первинного політичного елемента і кордону, бар'єру між природою і культурою. По-третє, концтабір (а не Місто) є в даний час біополітична парадигма західного світу. За Аґамбеном, перша теза підриває договірні теорії походження держави; згідно з другою тезою, політика Заходу завжди була біополітикою, що означає неможливість фундувати політичні свободи в правах громадянина; третя теза ставить під сумнів моделі гуманітарних наук, соціології, урбаністики, архітектури, які вивчають Міський простір, оскільки в його центрі розташовується «голе життя».
Аґамбен радикально трактує шміттівські поняття суверенітету і держави, використовуючи ідеї Вальтера Беньяміна, який, як і Ганна Арендт, опонував Карлу Шмітту. Взявши шміттівський аналіз за відправну точку, Аґамбен описує Сучасні ліберальні демократії як втілення шміттівської авторитарної суверенної держави. Шміттівсько-гоббсівський образ держави як «смертного Бога» є існуюча реальність держави модерну, а не просто відноситься до минулого «золотого віку» або майбутнього. Одним із проявів авторитаризму є тенденція західних держав використовувати «надзвичайний» (винятковий) стан. При надзвичайному стані (яке вводиться як відповідь на тероризм або війну) законні правила і процедури скасовуються і замінюються виконавчою владою, причому це скасування зафіксоване в самому законі — Конституції. Довільне суверенне рішення Шмітта і є основою ліберальних демократій, незважаючи на їх офіційний плюралізм, парламентаризм і конституційність.
Аґамбен реконструює генеалогію доктрини надзвичайного стану, висхідної до часів Римської республіки. Правові положення, згідно з якими Римський диктатор міг мати необмежені повноваження під час війни або внутрішньої смути, зберігаються в різноманітних сучасних конституціях. Верховенство права або законні процедури мають обмежене застосування: вони діють тільки тоді, коли в державі немає надзвичайної ситуації і її існування не опиняється під загрозою. У центрі конституційної законності «ховається» абсолютний суверен, який контролює застосування або відмову від застосування норми права. Парламентська демократія — лише маска Левіафана, а «надзвичайний стан» не є простою помилкою у функціонуванні демократичної держави.
Реконструкція Аґамбена показує еволюцію надзвичайного правління, застосування якого поширювалося і перетворювало виняток в правило. Наприклад, нацистський режим після захоплення влади не скасував Конституцію Веймарської республіки, а оголосив надзвичайний стан, який потім продовжувався до 1945 року. Франція і Британія, противники Німеччини, постійно розширювали застосування надзвичайного стану. У XXI столітті відповідь демократичних держав (в першу чергу США, Британії та Австралії) на теракти 11 вересня ілюструє і підтверджує концепцію Аґамбена: «надзвичайний стан» фактично було введено, хоча і неявним чином. Ряд законів обмежив права і свободи і посилив нагляд за громадянами та іноземцями, а застосування правових процедур і міжнародних договорів до допитів, арештів і тюремних ув'язнень було на практиці анульовано діями виконавчої влади. Крім іншого, надзвичайний стан в рамках «війни з терором» було прийнято на весь термін «війни», тобто на невизначений період часу. Таким чином, реалізується теза Беньяміна про надзвичайний стан, що перетворилася на правило.
Аґамбен ще в написаних до 11 вересня роботах стверджує, що «надзвичайний стан» відноситься не тільки до тимчасового скасування права, а й до просторового відрізання певної території держави. Свіжими прикладами є в'язниці Абу-Грейб або Гуантанамо, в яких ігноруються права ув'язнених, оскільки вони не підпадають ні під Женевську конвенцію, ні під кримінальне американське законодавство. Аналогічне «просторове виключення „відбувається в разі“ надзвичайної видачі»: переведення ув'язнених в місця, де допустимі застосування тортур та інші порушення прав. Згідно Аґамбену, сучасні приклади ілюструють довгу історію концтаборів, що виникли задовго до Голокосту: таборів для індіанців в 1830-і роки в США або концтаборів, створених Британією за часів Другої англо-бурської війни. Табір для Аґамбена є простір виключення; філософ спирається на проведений Ганною Арендт аналіз концтабору тоталітарного режиму, всередині якого «все можливо». Аналізуючи тоталітаризм, Арендт відзначала, що міжнародні конвенції нічим не могли допомогти євреям, які, як і інші «позадержавні» і «денатуралізовані» меншини, зазнали репресій, а потім просто знищувалися. За Аґамбеном, табір є найбільш наочне підтвердження порожнечі «природних і загальних» прав людини, які гарантуються тільки міжнародним правом, а не законом і практикою конкретних держав.
Поняття надзвичайного стану і табори пов'язані для Аґамбена з історичними умовами, в яких знаходяться західні країни після 11 вересня. Слідуючи Гайдеґґеру, філософ намагається онтологізувати випадкові Історичні властивості політичного порядку, розглядаючи їх як «первинні» і епохальні риси. Авторитаризм надзвичайного стану має безпосереднє відношення до Походження національної держави. Йому внутрішньо притаманні нестійкість і потреба в неминучій ситуації довільного рішення (а значить, і насильства), а не сили закону. Така ситуація пов'язана з двозначним і парадоксальним статусом підданих держави, який Аґамбен визначає як homo sacer, «сакральна людина» в римському праві. У Стародавньому Римі це була людина, засуджена народом за злочин; його можна було вбити, але не принести в жертву в ході ритуалу. Homo sacer є основна форма політичного існування сучасної людини. Дане амбівалентне поняття є ключ до розуміння суверенної національної держави, яка забирає людське життя з області сакрального (божественного) і одночасно засновує свою діяльність на довільному рішенні і насильстві. Аґамбен пише: Областю суверенного рішення слід вважати ту, в якій можна вчинити вбивство, не здійснюючи при цьому злочину, але і не здійснюючи жертвопринесення; тим самим vita sacra, тобто життя, яку можна відібрати, просто вбивши, але яку не можна принести в жертву, належить саме до цієї сфери. Поняття homo sacer описує основне відношення між біологічним фактом людського життя і суверенною владою як основною формою організації політичного. Громадяни держави є «голе життя» — інше ключове поняття Аґамбена. Виробництво голого життя є первинне прояв владного суверенітету. З Аристотеля політична теорія представляла політичну діяльність як продовження фізичного існування людини, проте приблизно з XVIII століття об'єкт влади змінюється: ним стає «голе життя» як звичайне біологічне існування людини. Біополітика, поява якої Мішель Фуко пов'язував з поширенням в Новий час дисциплінарних стратегій і технік нагляду, расизм і геноцид розуміються як щось, що існувало спочатку. 
Згідно Аґамбену, біополітика щонайменше така ж давня, як і ситуація суверенного виключення. Таким чином, поміщаючи біологічне життя в центр своїх розрахунків, сучасна держава всього лише проливає світло на таємні узи, що з'єднують голе життя і владу… На відміну від онтологічного, схильного до авторитаризму песимізму Гайдеґґера, есхатологія Аґамбена співвідноситься з антикапіталізмом і анархізмом. За Аґамбеном, постійне розширення капіталізму в світовому масштабі призведе до створення «майбутнього співтовариства» (відсилання до робіт Жана-Люка Нансі і Філіпа Лаку-Лабарта), важливу роль в цьому процесі відіграє посилення «суспільства вистави» (концепція Ґі Дебора), в якому медійні образи і повідомлення стають важливішими, ніж реальний світ. Найяскравіше тенденції можна побачити в рекламі і порнографії. Погоджуючись з гегелівським і марксистським «відчуженням» людини, Аґамбен бачить можливості визвольних змін як для індивідів, так і для спільноти в цілому. Використовуючи запропоноване Арендт розрізнення між поезісом і праксісом (робленням і політичною дією), Аґамбен критикує інструментальну політику «цілей і засобів». Проте, альтернативи «суспільству концтабору» в його описі виглядають досить туманними і загадковими: він пише про «спільноту без передумов і без суб'єктів», про «спілкування, в якому вже немає неповідомлюваного» і виступає за політику «засобів без цілей», політику «чистої медіальності».

## Визнання
- Європейська премія Шарля Вейонна за есеїстику (2006).

## Список публікацій
- «Людина без змісту» (1970)
- «Станці. Слово і привид в європейській культурі» (1977)
- «Дитинство і історія. Розпад досвіду і походження історії» (1978)
- «Мова і смерть» (1982)
- «Ідея прози» (1985)
- "Майбутнє співтовариство "(La Comunita che viene, 1990)
- «Бартлебі: формула створення» (1993; у співавторстві з Жілем Делезом)
- «Homo Sacer. Суверенна влада і голе життя» I том; 1995) — уривок, відгук
- «Італійські категорії» (1996)
- «Засоби без мети» (1996)
- «Образ і пам'ять» (1998, на франц. яз.)
- «Homo Sacer. Що залишається після Освенціма: архів і свідок» III том; 1998)
- «Час, що залишився: коментар до „послання До римлян“» (2000)
- «Відкритий. Людина і тварина» (2002)
- «Homo Sacer. Надзвичайний стан» (II том; Stato di eccezione, 2003) рецензія
- «Тінь любові» (2003, на франц. яз.)
- «Профанації» (2005)
- «Можливість думки» (2005)
- «Царство і слава» (2007)
- «Друг» (2007)
- «Німфи» (2007)
- «Що таке сучасність?» (2008)
- «Signatura rerum. Про метод» (2008)
- «Nudità» (2009)
- «Homo Sacer: Altissima povertà. Regole monastiche e forma di vita» 2011, IV том Homo Sacer)
- «Автопортрет в кабінеті» (2017)

## Переклади українською
- Джорджо Аґамбен. Друг. Чотири есеї про політику \ Переклад і впорядкування Олександра Тимофеєва. — Дніпро, 2022 (неавторизований переклад).

До цього збірника Аґамбена увійшли українські переклади таких текстів:
- - «Рух» (виступ Аґамбена на семінарі Uni Nomade «Війна і демократія» 8 березня 2005 р);
  - «Друг» (текст від 2007 року);
  - «Літургія і сучасна держава» (виступ на конференції «Літургія і сучасна ера» у серпні 2009 р.);
  - «Капіталізм як релігія» (текст з книги Аґамбена Creazione e anarchia. L'opera nell'eta della religione capitalistica, 2017).

- Джорджо Аґамбен. Смак \ Переклад Олександра Тимофеєва. — Дніпро, 2022 (неавторизований переклад).
- Джорджо Аґамбен. Царство і Сад \ Переклад Олександра Тимофеєва. — Дніпро, 2022(неавторизований переклад).